# Jan A. M. Snoek
Pour les articles homonymes, voir Snoek.
Jan A. M. Snoek (Joannes Augustinus Maria Snoek) né en 1946 à Amsterdam aux Pays-Bas est historien des religions attaché à l'institut pour l'étude de religions de l'Université de Heidelberg en Allemagne. Il est également un spécialiste des rituels maçonniques en Europe de l'ouest, notamment sur l’initiation des femmes en franc-maçonnerie et sur la maçonnerie d'adoption ainsi que des rituels eponymes aux XVIIIe et XIXe siècles. Il est l'auteur de nombreux articles et ouvrages traduit dans plusieurs langues.

## Biographie
Jan A. M. Snoek est docteur en histoire, il soutient une thèse sur la « méthodologie sur l'étude comparative des religions » en 1987, à l'Université de Leyde aux Pays-Bas. Il est membre de la loge de recherche « Freimaurerische Forschungsvereinigung Frederik » (GLFvD).

## Publications
- Jan A. M. Snoek (préf. Cécile Révauger), Le Rite d'adoption et l'initiation des femmes en franc-maçonnerie : Des Lumières à nos jours, Éditions Dervy, coll. « L'univers maçonnique », 2012, 643 p. (ISBN 978-2-84454-939-6).
- (en) Jan A. M. Snoek et Alexandra Heidle, Women's agency and rituals in mixed and female masonic orders, Leiden, Brill Academic Pub, septembre 2008, 436 p. (ISBN 978-90-04-17239-5, lire en ligne)